# 吉岡善四郎
吉岡 善四郎（よしおか ぜんしろう、1892年（明治25年）1月16日 - 1967年（昭和42年）8月26日）は、大日本帝国陸軍軍人。最終階級は陸軍中将。

## 経歴
1892年（明治25年）に宮城県で生まれた。陸軍士官学校第24期卒業。1937年（昭和12年）10月に工兵第26連隊長（駐蒙軍・第26師団）に就任し、日中戦争に出動。後套進攻作戦などに参加した。1938年（昭和13年）3月に陸軍工兵大佐に進級し、1940年（昭和15年）8月に陸軍工兵学校幹事に就任した。
1941年（昭和16年）10月15日に陸軍少将に進級し、12月1日に陸軍工兵学校長に着任。1943年（昭和18年）3月1日に第11工兵隊司令官（第11軍）に転じ、6月10日に駐蒙軍築城部長を経て、1944年（昭和19年）3月11日に陸軍工兵学校長に再任された。11月12日に工兵監兼大本営陸軍幕僚附に就任し、1945年（昭和20年）4月30日に陸軍中将に進級した。
1947年（昭和22年）11月28日、公職追放仮指定を受けた。